# (71783) Izeryna
(71783) Izeryna est un astéroïde de la ceinture principale.

## Description
(71783) Izeryna est un astéroïde de la ceinture principale. Il fut découvert le 30 septembre 2000 à l'Observatoire d'Ondřejov par Petr Pravec et Peter Kušnirák. Il présente une orbite caractérisée par un demi-grand axe de 2,18 UA, une excentricité de 0,12 et une inclinaison de 2,1° par rapport à l'écliptique.

## Compléments